# Nordplus
Nordplus är ett program för samarbete mellan de nordiska länderna, inklusive  Åland, Färöarna och Grönland, och de baltiska länderna inom Nordiska ministerrådet. Det finansierar olika typer av utbyten och samarbeten inom utbildningsväsendet. Inom programmet finansieras samarbeten för lärare och annan personal, elever och studenter inom för-, grund- eller gymnasieskola, yrkesutbildning, högre utbildning och vuxenutbildning. 
Programmet ska stärka utbildningssamarbete i Norden och Baltikum genom att skapa möjligheter för erfarenhetsutbyte, öka intresset för språk, främja kulturell förståelse och bidra till att höja kvaliteten på utbildningen.
Nordplus delar ut 9,6 miljoner euro i årliga bidrag.

## Programkommitté och administration
Nordplus har en programkommitté, som består av två medlemmar från de ansvariga ministerierna i de åtta deltagarländerna samt två medlemmar vardera med observatörsstatus från de tre självstyrande områdena.
Den beslutar om fördelning av medel i de olika delprogrammen.
Varje land och territorium har ett program- respektive informationskontor för handläggning av ansökningar. De fem programkontoren i de nordiska länderna har huvudansvar för var sitt delprogram:
- "Nordplus Junior" – Universitets- och högskolerådet, Sverige
- "Nordplus Yrkesgymnasier" – Utbildningsstyrelsen, Finland
- "Nordplus Vuxna" – Uddannelse- og Forskningsstyrelsen, Danmark
- "Nordplus Nordens Språk" – Alþjóðaskrifstofa háskólastigsins, Island
- "Nordplus Horisontal" – Direktoratet for høyere utdanning og kompetanse, Norge